# Робърт Еванс (астроном)
Робърт Оуен Еванс (на английски: Robert Evans) е свещенослужител на Обединяващата църква в Австралия и астроном, който държи рекорда за визуални открития на свръхнови.

## Биография
Еванс е роден на 20 февруари 1937 г. в Сидни, Австралия, в религиозно семейство. Завършил е в университета в Сидни специалност философия и съвременна история. Обучен е за църковен служител-методист и е ръкоположен от конференцията в Нов Южен Уелс през 1967 г. Служи като църковен служител до пенсионирането си през 1998 година. Автор е на редица книги за историята на евангелизацията.

## Търсене на супернова
Около 1955 г. Евънс се занимава с търсене на свръхнови, като първият му инструмент е 10-инчов (25 cm) Нютонов телескоп. Прави първото си официално откритие на суперновата през 1981 г. и открива още девет преди да използва по-големи телескопи. Докато живее в Кунабарабран, Нов Южен Уелс, използва собствените си 16-инчов (40 cm) телескоп. В периода 1995-1997 г. ползва телескопа в обсерваторията „Сайдинг Спринг“ (прави около 110 нощни дужурства, половината от които са подходящи за наблюдение), което води до около 10 000 наблюдения на галактики, още три открития за визуални свръхнови и още четири супернови, забелязани върху снимки, направени в обсерваторията.
До 2001 г. той прави 33 визуални открития, а до края на 2005 г., въпреки нарастващата конкуренция от автоматизирани телескопи, общият му брой нараства до 40 визуални открития на свръхнови. През 2005 г. Еванс разчита почти изцяло на своя 31 см телескоп „Добсън“. Той съобщава за 6684 наблюдения на галактиката за период от 107 часа и 30 минути, разпределени в 77 нощи. През това време, той открива четири супернови, като три вече са открити от други, а четвъртата е SN 2005df.
В книгата си „Антрополог на Марс“ Оливър Сакс описва паметта на Еванс като човек с фотографска памет. Той запомня звездното предно поле и позициите на около 1500 галактики и може да открие промените само като ги погледне през телескопа си. В интервю, Еванс съобщава, че е в състояние да „наблюдава 50 галактики на час, когато са разпръснати из небето и 120 галактики на час в Дева". Само през 90-те години на миналия век автоматичните телескопи влязоха в употреба, което предлагаше съпоставима скорост - като автоматичния телескоп на Кацман.
Евънс също играе роля в книгата на Бил Брайсън „A Short History of Nearly Everything“, който го цитира – „Има нещо, което мисля, че задоволява идеята за светлина, която пътува милиони години в пространството докато достигне Земята. някой гледа на дясното небе и го вижда. Просто изглежда правилно да се наблюдава събитие от такъв мащаб.“ Суперновата 1983N, е забелязана от Еванс през 1983 г. в галактиката M83, много преди тя да достигне своя пик, и се оказва първото откритие на нов тип свръхнова, по-късно наречен Тип 1б.
През 2005 г. Еванс подава оставка заради това, че е председател на комисията за търсене на супернови в AAVSO, след като е работил в тази позиция в продължение на две десетилетия.
Евънс живее в Хейзълбрук, Австралия, където пише книги и продължава да лови свръхнови с помощта на 12-инчов (31 см) отразяващ телескоп от задната му веранда. Големият му 16-инчов телескоп не се използва, тъй като мястото в Хейзълбрук не побира постоянна инсталация в задния му двор.

## Изследване на Евангелските будители
Робърт Еванс пише, публикува, отпечатва и съставя книги за историята на евангелистиката през 19-и и 20 век под своята издателска поредица „Изследвания на Евангелските будители“.

## Награди
- През 1985 г. той получава с Грег Томпсън награда за постижение на Астрономическото общество на Тихия океан за наблюденията си на свръхнови.[8]
- През 1986 г. получава наградата „Berenice and Arthur Page“ от Астрономическото дружество на Австралия за визуални открития на свръхнови.[9]
- Американската асоциация на наблюдателите на променливи звезди му присъди наградата Нова / Супернова за петнадесет отделни повода.[10]
- Награден е със стогодишен медал на „Société astronomique de France“.[11]
- Той е почетен член на Кралското астрономическо общество в Канада.[11]
- Той е член на Международния астрономически съюз и Астрономическото дружество на Австралия. [11]
- През 1988 г. получава медала на Ордена на Австралия (OAM) за приноса си към науката. [2][12]
- През 1996 г. Астрономическото дружество на Нов Южен Уелс награждава Еванс с най-престижното им отличие – медала „McNiven“. [13]

## Списък на откритията на свръхновите

### Визуални
- SN 1981A в NGC 1532. Тип II.[14][15]
- SN 1981D в NGC 1316. Тип Ia.
- SN 1983G в NGC 4753. Тип Ia.
- SN 1983N в NGC 5236. (М83.) Прототип от тип Ib.
- SN 1983S в NGC 1448. Тип II.
- SN 1983V в NGC 1365. Тип Ic.
- SN 1984E в NGC 3169. Тип II.
- SN 1984J в NGC 1559. Тип II.
- SN 1984L в NGC 991. Прототип от тип Ib.
- SN 1984N в NGC 7184. Тип I.
- SN 1985P в NGC 1433. Тип II
- SN 1986A в NGC 3367. Тип Ia.
- SN 1986G в NGC 5128. (Cen A.) Тип Ia.
- SN 1986L в NGC 1559. Тип II.
- SN 1987B в NGC 5850. Тип II.
- SN 1987N в NGC 7606. Тип Ia.
- SN 1988A в NGC 4579. (M58.) Тип II.
- SN 1989B в NGC 3627. (M66.) Тип Ia.
- SN 1990K в NGC 150. Тип II.
- SN 1990M в NGC 5493. Тип Ia.
- SN 1990W в NGC 6221. Тип Ic.
- SN 1991T в NGC 4527. Тип Ia
- SN 1991X в NGC 4902. Тип Ia.
- SN 1992ad в NGC 4411b Тип II.
- SN 1992ba в NGC 2082. Тип II.
- SN 1993L в IC 5270. Тип Ia.
- SN 1995G в NGC 1643. Тип II.
- SN 1995V в NGC 1087. Тип II.
- SN 1995ad в NGC 2139. Тип II.
- SN 1996X в NGC 5061. Тип Ia.
- SN 1996al в NGC 7689. Тип II.
- SN 1997bp в NGC 4680. Тип Ia.
- SN 2000cj в NGC 6753. Тип Ia.
- SN 2001du в NGC 1365. Тип II.
- SN 2001ig в NGC 7424. Тип IIb.
- SN 2003B в NGC 1097. Тип II.
- SN 2003gd в NGC 628 (M74.) Тип II.
- SN 2003gs в NGC 936 Тип Ia.
- SN 2003hn в NGC 1448 Тип II.
- SN 2005df в NGC 1559 Тип Ia.
- SN 2007 в NGC 5530 Тип II.
- SN 2008aw в NGC 4939 Тип II.

### Фотографски
- SN 1988ai в ESO 293g34. (намерено през 2002 г.)
- SN 1996A. анонимна галактика. Тип II.
- SN 1996O. MCG + 03-41-115. Тип Ia.
- SN 1996ад. анонимна галактика.
- SN 1996as. анонимна галактика. Тип II

## Книги от Робърт Евънс
- An Evangelical World-View Philosophy (1993)
- An Outline History of Evangelical Revivals in the Pacific Islands and in Papua New Guinea (1996, 2007)
- Evangelical Revivals in New Zealand (1999) – с Рой Маккензи
- Evangelism and Revivals in Australia, 1880 to 1914 (2005)
- Fire From Heaven: A Description and Analysis of the Revivals of the 'Burned-Over District' of Upstate New York, 1800 – 1840, and Spiritual Deceptions (2005)
- Emilia Baeyertz – Evangelist: Her Career in Australia and Great Britain (2007)
- Thomas Cook – British Evangelist in Australia and Ne w Zealand in 1894 and 1895 (2007)
- Evangelisation Society of Australasia 1883 to 1918 (2010)
- Evangelisation Society of Australasia 1919 to 1945 (2011)
- Duncan Wright – Evangelist in New Zealand (2012) – с Рой Маккензи
- Sister Francis as an Evangelist (2014)
- The Later Ministry of Dr. J. Edwin Orr (2014)
- The Spiritual Impact of the Religious Tract Society (2014)
- The Truth about Jedediah Burchard? (2014)
- The American Evangelical Philosophy of Civilization 1735 to 1905 (2015)